# 36-os busz (Pécs)
A pécsi 36-os jelzésű autóbusz a Belvárost köti össze a rókusdombi városrésszel és Báliccsal. A vasútállomástól indul, Zsolnay-szobor - Kórház tér útvonalon halad a bálicsi forduló felé. Mivel a vonalon igen meredek szakaszok és szűk utcák vannak, csak szóló busz közlekedhet. A járat 30 perc alatt ér vissza a Főpályaudvarra.

## Története
1948. október 1-jén indult Széchenyi tér – Bálics útvonalon járat először, ekkor még Rókus utca – Bálicsi út vonalon, Bálicson egészen a Deindol tetői kereszteződésig. Később a Kossuth térről indult, majd 1969. október 1-jétől, a Budai Állomás átadásától a járat onnan indult, azóta jár a Jurisics Miklós úton.
1985. november 1-jén megszűnt a Kossuth téri végállomás, ekkor költöztek a Főpályaudvarra a mecseki járatok, és ekkor költözött a 36-os és a 37-es is a Budai Állomásról a Főpályaudvarra.

## Útvonala
| Főpályaudvar → Bálicstető | Bálicstető → Főpályaudvar |
| --- | --- |
| Főpályaudvar – Szabadság utca – Rákóczi út – Klimó György utca – Bartók Béla utca – Damjanich utca – Jurisics Miklós utca – Angster József utca – Bálicsi út – Bálicstető | Bálicstető – Bálicsi út – Angster József utca – Jurisics Miklós utca – Damjanich utca – Bartók Béla utca – Klimó György utca – Rákóczi út – Szabadság utca – Főpályaudvar |

## Megállóhelyei
| 36 (Főpályaudvar – Bálicstető) |                         |          | |                                                                              |
| Perc (↓)                       | Megállóhely             | Perc (↑) | Megállóhelyet érintő járatok | Létesítmények                                                                |
| 0                              | Főpályaudvar végállomás | 14       | 3, 3E, 4, 4Y, 6, 6E, 7, 7Y, 8, 13, 13E, 13Y, 14, 14Y, 15, 15A, 20, 30, 31, 32, 32Y, 33, 34, 34Y, 35, 35Y, 36, 37, 38, 38Y, 39, 40, 41, 41E, 41Y, 42, 42Y, 43, 44, 46, 47, 73, 73Y, 104, 104A, 104E, 104Y, 130, 130A, 140 · Helyközi autóbuszok · Főpályaudvar | Vasútállomás, MÁV Területi Igazgatósága, Autóbusz-állomás                    |
| 3                              | Zsolnay-szobor          | 11       | 2, 2A, 2E, 3, 3E, 6, 6E, 7, 7Y, 8, 13Y, 14, 14Y, 22, 23, 23Y, 24, 25, 26, 26A, 27, 27Y, 28, 28A, 28Y, 29, 30, 31, 32, 32Y, 34, 34Y, 35, 35Y, 36, 37, 38, 38Y, 39, 40, 44, 46, 47, 73, 73Y, 102, 102Y, 103, 107E, 109E, 130, 140                               | Postapalota, OTP, ÁNTSZ, Pécsi ítélőtábla, Pécsi törvényszék, Zsolnay-szobor |
| 4                              | Kórház tér              | 10       | 2, 2A, 2E, 25, 26, 26A, 27, 27Y, 28, 28A, 28Y, 29, 30, 31, 32, 32Y, 34, 34Y, 35, 35Y, 36, 37, 44, 46, 47, 102, 102Y, 103, 107E, 109E, 130 | Megyei Kórház, Jakováli Hasszán dzsámija, Hotel Pátria                       |
| 6                              | Barbakán                | 7        | 30, 30Y, 31, 32, 32Y, 34, 34Y, 35, 35Y, 36, 103, 130 | Pécsi székesegyház, Barbakán, Ókeresztény sírkamrák, Püspöki palota (Pécs)   |
| 7                              | Damjanich utca          | 6        | 31, 32, 32Y, 34Y, 35Y, 36 |                                                                              |
| 8                              | Szőlőskert              | 6        | 31, 32, 32Y, 34Y, 35Y, 36 |                                                                              |
| 9                              | Jurisics Miklós út      | 5        | 31, 32, 32Y, 34Y, 35Y, 36 |                                                                              |
| 10                             | MTA-székház             | 4        | 31, 32, 32Y, 34Y, 35Y, 36 |                                                                              |
| 11                             | Angster József utca     | 3        | 36, 37, 46, 47 |                                                                              |
| 12                             | Krisztián               | 2        | 36, 46, 47 |                                                                              |
| 13                             | Bálics                  | 1        | 36, 46, 47 |                                                                              |
| 15                             | Bálicstető végállomás   | 0        | 36, 46, 47 |                                                                              |